# Шпак Кузьма Вікторович
Кузьма́ Ві́кторович Шпа́к (1918, Катеринодар (нині Краснодар) — 10 квітня 1944, Миколаїв, УРСР) — радянський військовослужбовець, Герой Радянського Союзу, учасник «десанту Ольшанського», заступник командира відділення автоматників 384-го окремого батальйону морської піхоти Одеської військово-морської бази Чорноморського флоту, старшина 1-ї статті.

## Біографія
Народився в сім'ї робітника. Закінчив 8 класів. Працював трактористом на будівництві.
У Військово-Морському Флоті з 1939 року. Службу проходив на Чорноморському флоті в авіаційних частинах.
На фронті у Радянсько-німецьку війну з червня 1941 року. Брав участь в обороні Одеси і Севастополя. З 1942 року служив у 322-му батальйоні морської піхоти Чорноморського флоту. У серпні 1942 року брав участь в обороні Новоросійська, був поранений. Після лікування у складі десанту під командуванням Ц. Кунікова в лютому 1943 року висадився у селища Станиця (нині Куніковка) і брав участь у боях на захопленому плацдармі, названому «Малою землею».
У травні 1943 року старшина 1-ї статті Шпак був направлений на посаду заступника командира взводу автоматників у сформований 384-й окремий батальйон морської піхоти Чорноморського флоту. У вересні 1943 року по бойовій характеристиці був прийнятий до лав ВКП(б)/КПРС.
Восени 1943 року брав участь у десантних операціях у містах Азовського узбережжя: Таганрог, Маріуполь, Осипенко (нині Бердянськ). За відзнаку в цих боях був нагороджений медаллю «За відвагу». Брав участь в боях на Кінбурнській косі, при звільненні селищ Херсонської області Олександрівка, Богоявленське (нині Жовтневий) і Широка Балка.

## Десант Ольшанського
У другій половині березня 1944 року під командуванням старшого лейтенанта Костянтина Ольшанського брав участь у десанті по звільненню міста Миколаєва, який складався з 55 моряків, 2 зв'язківців зі штабу 28-ї армії і 10 саперів. Провідником десанту був місцевий рибалка Андрій Андреєв. Всі учасники цього десанту отримали звання Героя Радянського Союзу.
28 березня, після двої діб боїв, виявився одним з небагатьох, хто вижив. Від важких поранень і отруєння газами помер у шпиталі 10 квітня 1944.
Похований у братській могилі в Миколаєві у сквері 68-ми десантників.
Указом Президії Верховної Ради СРСР від 20 квітня 1945 року за зразкове виконання бойових завдань командування на фронті боротьби з німецькими загарбниками і проявлені при цьому відвагу і геройство старшині 1-ї статті Шпаку Кузьмі Вікторовичу було присвоєно звання Героя Радянського Союзу (посмертно).